# Al-Hasan ibn Ali

Calligrafia di Alì, padre di Al-Hasan ibn Ali, come tigre di Dio

Hasan (al-) ibn ʿAlī ibn Abī Tālib (in arabo الحسن بن علي بن أبي طالب‎?, al-Ḥasan b. ʿAlī b. Abī Ṭālib; Medina, 4 marzo 624 – Medina, 2 aprile 670) fu il figlio primogenito di ʿAlī ibn Abī Ṭālib (quinto califfo dell'Islam e secondo Imām dello Sciismo) e della figlia del profeta Maometto, Fāṭima bt. Muḥammad.

## Tradizione sciita
Secondo lo sciismo colui che sarebbe diventato il suo secondo Imām nacque nel 624 (secondo anno dell'Egira) a Medina. Il nome sarebbe stato scelto per lui dal nonno (Ḥasan vuol dire "bello" per virtù morali) mentre ʿAlī era orientato a dargli il nome clanico di Ḥarb. Alla nascita Maometto masticò un dattero per poi metterlo in bocca al nipote, trasmettendogli una baraka (benedizione) dalla evidente fortissima valenza spirituale.

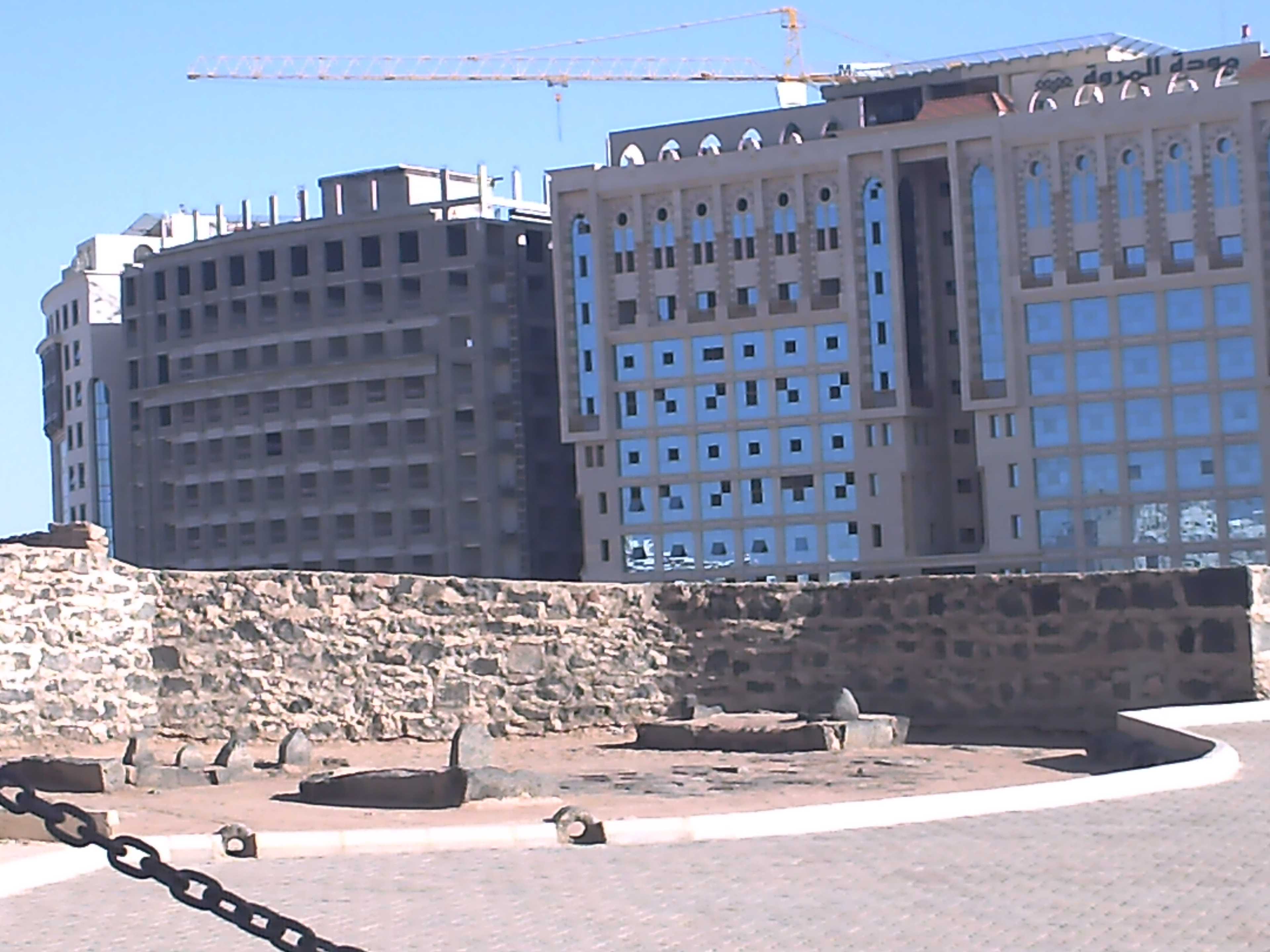
Tomba di al-Ḥasan ibn ʿAlī a Medina

## Biografia
Secondo la tradizione islamica Maometto fu affezionatissimo al nipotino, interrompendo una volta un'allocuzione (khuṭba) dall'alto del minbar della moschea per rialzare il piccolo che era inciampato nel suo vestitino e facendosi gattonare addosso da al-Ḥasan nel corso della preghiera canonica della ṣalāt, a dimostrazione di un'umanità e di un'indulgente tolleranza che in Maometto furono sempre assai marcate e che non sempre sono state adeguatamente imitate dai suoi fedeli.
Fino al momento dell'assassinio a Medina del terzo califfo, ʿUthmān ibn ʿAffān, sia al-Ḥasan sia il suo fratello più piccolo, al-Ḥusayn non ebbero alcun ruolo di rilievo nella società islamica, pur partecipando con il padre a tutte le imprese belliche che impegnarono il loro genitore. Si ricorda però un'osservazione fatta al padre da al-Ḥasan subito dopo l'assassinio di ʿUthmān che ha un notevole significato. Notando come fosse stata opportuna l'assenza da Medina di certi personaggi pubblici musulmani al momento del delitto - utili a stornare da loro gli infamanti sospetti d'un complotto degenerato nell'assassinio del terzo califfo, mentre ʿAlī non s'era allontanato mai dalla capitale califfale (suscitando qualche malizioso sospetto fra i non pochi suoi avversari) - al-Ḥasan si sentì rispondere dal genitore che nessun sospetto egli aveva nutrito circa ciò che si stava architettando, a indiretta dimostrazione della sua estraneità all'omicidio ingiustamente perpetrato ai danni di ʿUthmān.
al-Ḥasan accompagnò il padre sia nella battaglia del Cammello sia nella battaglia di Siffīn e, dopo la morte di ʿAlī ad opera di un kharigita, a lui si rivolsero le truppe califfali rimaste senza guida per proseguire la battaglia ideale e politica del cugino del Profeta.
Da questo punto di vista, secondo vari testi anche sunniti, si parla di "califfato" o "imamato" (i due termini all'epoca erano del tutto equivalenti) di al-Ḥasan, inserito tra quello paterno e quello del primo Omayyade, Muʿāwiya ibn Abī Sufyān.
Non si giunse però mai allo scontro armato con il wālī ribelle di Siria perché questi invitò a un accordo il figlio di ʿAlī (che non aveva risorse sufficienti al regolare pagamento del soldo del suo esercito), promettendogli forse la successione califfale alla sua morte e concedendogli un generoso appannaggio annuo del controvalore di un milione di dirham, un versamento una tantum equivalente a cinque milioni di dirham (che servirono al nipote del Profeta per provvedere alle necessità dell'ampia parentela che in lui aveva un valido patrono) e il mai corrisposto controvalore del kharāj della provincia persiana del Darabjerd.
Si ritirò così da una competizione armata certamente cruenta che lo angustiava grandemente, in quanto foriera di morte per tanti musulmani (a qualsiasi schieramento appartenenti), non senza suscitare la contrarietà di vari suoi sostenitori, uno dei quali giunse addirittura ad accoltellarlo non superficialmente a una coscia, costringendolo a curarsi ad al-Madāʾin. La rinuncia al potere lo farà accreditare fra i suoi sostenitori di meritevole zuhd ("distacco dal mondo" o "ascesi") e al-Ḥasan trascorse così a Medina il resto dei suoi giorni.
Gli avversari del padre e suo lo accusarono malignamente di crapula e inclinazione a una vita viziosa e dissipata, sussurrando tra l'altro che egli perseguisse a tal punto la voluttà carnale da fargli sposare e poi ripudiare un grandissimo numero di donne (da 60 a 90, oltre a quattrocento concubine), a dispetto del numero relativamente contenuto di figli (7-8 maschi e sei femmine) che fanno invece immaginare una normalissima vita matrimoniale, del tutto allineata con gli standard dell'epoca (che consentivano un massimo di quattro matrimoni contemporanei).
al-Ḥasan morì improvvisamente a Medina, e se i suoi avversari chiamarono in causa il suo stile di vita intemperante, gli alidi accusarono invece Muʿāwiya di averlo segretamente fatto avvelenare. Taluni affermano che a perpetrare il crimine sarebbe stata la moglie Jaʿda bt. al-Ashʿath b. Qays, mentre al-Haytham ibn ʿAdī affermava che responsabile sarebbe stata la sorella di Suhayl b. ʿAmr, che avrebbe ricevuto per questo l'equivalente di 100.000 dirham da Muʿāwiya ma neanche la sua morte placò i dissensi esplosi in modo irrimediabile all'interno della Umma. Se infatti il desiderio di al-Ḥasan era stato quello di essere seppellito accanto al nonno e ai due primi califfi, ciò gli fu impedito da ʿĀʾisha bint Abī Bakr e da Marwān ibn al-Ḥakam, massimo collaboratore del terzo califfo (omayyade come lui) e futuro califfo omayyade, anche se alcune fonti alidi dicono che ad opporsi non sarebbe stata la vedova del profeta. Sia come sia, al-Ḥasan fu seppellito accanto a sua madre Fāṭima, nel cimitero di Medina del Baqīʿ al-Gharqad.

## Fratelli
Al-Ḥasan ebbe diversi fratelli e sorelle, vista la poliginia praticata dal padre, tradizionale nella società araba tanto dell'età preislamica quanto di quella islamica.

Essi erano:
- al-Ḥusayn b. ʿAlī ibn Abī Ṭālib
- Zaynab bt. ʿAlī
- al-ʿAbbās b. ʿAlī ibn Abī Ṭālib
- ʿUmar b. ʿAlī ibn Abī Ṭālib
- Umm Kulthūm bint ʿAlī
- al-Muḥsin b. ʿAlī
- Muḥammad ibn al-Ḥanafiyya
- Abū Bakr b. ʿAlī ibn Abī Ṭālib